# Mistrovství Československa družstev v zápase řecko-římském 1950
Mistrovství Československa družstev v zápase řecko-římském 1950 se uskutečnilo v sobotu 7. a neděli 8. ledna 1950 v Praze a uspořádal ho Sokol Vinohrady.
Původně se ze slovenských klubů měl účastnit Sokol URSUS Bratislava nebo Sokol Dynamo ČSD Košice.

## Zápasy
- Sokol Ostrava I. – Manet Povážská Bystrica 7 : 1
- Sokol Vinohrady – Svit Gottwaldov 6 : 2
- ATK Praha – Sokol Plzeň II. 6 : 2
- Sokol Ostrava I. – Sokol Břežánky 6 : 2
- Sokol Břežánky – Manet Povážská Bystrica 6 : 2
- Sokol Vinohrady – Sokol Plzeň II. 5 : 3
- Sokol Ostrava I. – Svit Gottwaldov 5 : 3
- ATK Praha – Sokol Ostrava I. 8 : 0
- Sokol Břežánky – Svit Gottwaldov 4 : 4
- ATK Praha – Sokol Břežánky 7 : 1
- Sokol Ostrava I. – Sokol Plzeň II. 4 : 4
- Sokol Vinohrady – Sokol Ostrava I. 6 : 2
- Sokol Plzeň II. – Sokol Břežánky 6 : 2
- Sokol Vinohrady – ATK Praha 5 : 3

## Konečná tabulka
| Poř.             | Klub                    | Body |
| Zlatá medaile    | Sokol Vinohrady         | 12   |
| Stříbrná medaile | ATK Praha               | 10   |
| Bronzová medaile | Sokol Plzeň II.         | 7    |
| 4                | Sokol Ostrava I.        | 7    |
| 5                | Svit Gottwaldov         | 3    |
| 6                | Sokol Břežánky          | 3    |
| 7                | Manet Povážská Bystrica | -*   |

- Manet Povážská Bystrica soutěž nedokončil pro zranění několika zápasníků.